# Retinal
El retinal, també anomenat retinaldehid o vitamina A aldehid, és una de les diverses formes de la vitamina A (el nombre de les quals varia entre espècies). Es tracta d'un cromòfor poliè i, unit a un tipus de proteïnes, les opsines, constitueix la base química de la visió animal. Formant ponts amb les proteïnes anomenades rodopsines de tipus 1, el retinal permet a certs microorganismes convertir l'energia lluminosa en metabòlica.
Els animals vertebrats l'ingereixen directament amb la dieta, o el produeixen a partir d'un entre quatre possibles carotens (beta-carotè, alfa-carotè, gamma-carotè i beta-criptoxantina), obtinguts de les plantes o altres organismes fotosintètics (no hi ha més carotens que els animals puguin convertir a retinal, i alguns carnívors no en poden transformar cap). Les altres dues principals estructures de la vitamina A, el retinol i una forma parcialment activa de l'àcid retinoic, poden ser produïdes a partir del retinal.
Els invertebrats, tals com els insectes o el calamar usen formes hidroxilades del retinal en els seus sistemes de visió, que deriven de la conversió d'altres xantofil·les.

## Metabolisme de la vitamina A
Els organismes vius produeixen retinal (RAL) mitjançant una escissió oxidativa irreversible dels carotens. Per exemple, 
beta-carotè + O₂ → 2 retinal
Aquest procés ve catalitzat pel 15,15’- monooxigenasa beta-carotè o 15,15’- dioxigenasa beta-carotè. De la mateixa manera que els carotens són els precussors del retinal, aquest és el precussor d'altres formes de la vitamina A. El retinal és interconvertible amb el retinol (ROL), la forma transportadora i d'emmagatzematge de la vitamina A.

retinal + NADPH + H+ ↔ retinol + NADP+
retinol + NAD+ ↔ retinal + NADH + H+
Aquesta reacció està catalitzada per les retinol deshidrogenases (RDHs) i les alcohol deshidrogenases (ADHs). El retinol és també conegut amb el nom de vitamina A alcohol, o més sovint, com a vitamina A simplement. El retinal també pot ser oxidat a àcid retinoic (RA).
retinal + NAD+ + H₂O → àcid retinoic + NADH + H+ (catalitzades per RALDH)
retinal + O2 + H2O → àcid retinoic + H2O2 (catalitzades per retinal oxidases)
Aquest procés està catalitzat per les retinal deshidrogenases, també anomenades retinaldehid deshidrogenases (RALDHs) (RALDHs) o les retinal oxidases. L'àcid retinoic, sovint mostrat com àcid de la vitamina A, és una important molècula senyal i una hormona en els animals vertebrats.

## Visió

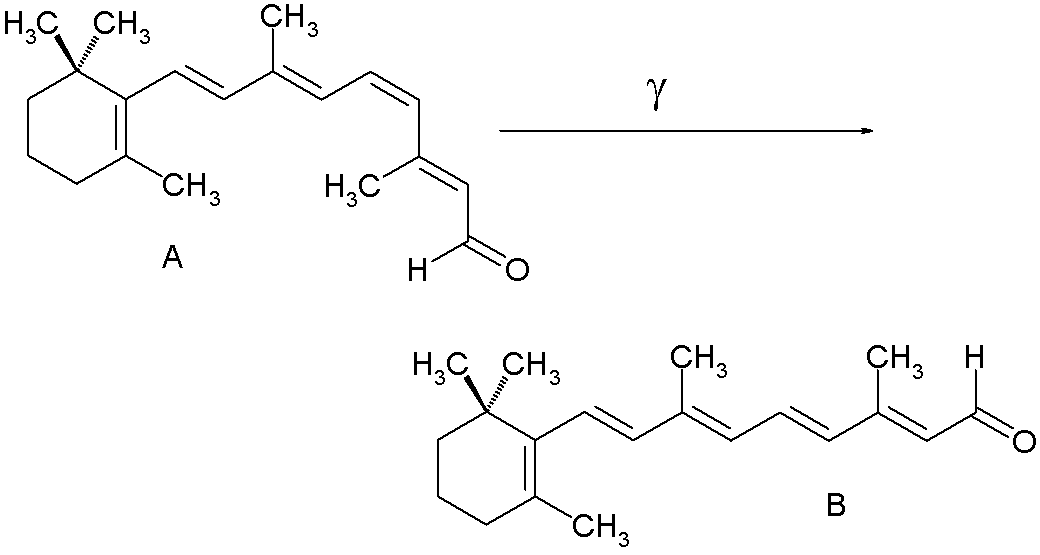
Absorció d'un fotó i canvi de configuració del retinal

La visió comença amb la fotoisomerització del retinal. Quan el cromòfor 11-cis-retinal absorbeix un fotó s'isomeritza a la configuració tot trans. L'espectre d'absorció del cromòfor depèn de les interaccions amb la proteïna opsina a la que està unida; opsines diferents produeixen distints espectres d'absorció.

### Opsines
Les opsines són proteïnes i també pigments visuals units al retinal trobats en els fotoreceptors cel·lulars de la retina de l'ull. L'opsina es troba organitzada en un paquet de set hèlix alfa connectades per sis llaços. En els bastons, les molècules d'opsina són incrustades a les membranes dels discs localitzats a l'interior de la cèl·lula. Els caps N-terminal de la molècula s'estenen a l'interior del disc, i els extrems C-terminal es col·loquen dins el citoplasma de la cèl·lula. En els cons, els discs són definits per la membrana plasmàtica i així els caps N-terminal s'estenen a fora la cèl·lula. El retinal s'uneix covalentment a la lisina de l'hèlix transmembrana més propera a l'extrem C-terminal de la proteïna a través de l'enllaç base de Schiff. La formació d'aquest enllaç inclou la pèrdua d'un àtom d'oxigen del retinal i dos àtoms d'hidrogen del grup amino lliure de la lisina, generant aigua. La retinilidina és un grup divalent format per l'extracció de l'àtom d'oxigen al retinal, per això les opsines han estat nomenades proteïnes retinilidines.
Les opsines són prototips de receptors de parella de proteïnes G (GPCRs). La rodopsina bovina, l'opsina dels bastons del bestiar, va ser la primera GPCR de la qual es va
 la seva estructura mitjançant raigs X. La rodopsina bovina conté 348 residus d'aminoàcids. El cromòfor retinal s'uneix a la Lisina296.
Encara que els mamífers utilitzen exclusivament el retinal com a cromòfor de l'opsina, altres grups d'animals usen addicionalment quatre cromòfors estretament relacionats amb el retinal. Aquests són el 3,4-dideshidroretinal, el 3R-3-hidroxiretinal, el 3S-3-hidroxiretinal i el 4R-4-hidroxiretinal. Alguns peixos i amfibis utilitzen el 3-4-dideshidroretinal, també anomenat deshidroretinal. Amb l'excepció del subordre dípter de la ciclorrafa, les anomenades mosques d'alt vol, tots els insectes examinats fan ús de l'enantiòmer R de la 3-hidroxiretinal. Aquest és d'esperar si la 3-hidroxiretinal és produïda directament del carotè xantofil·la. Els “ciclorrafans”, incloent la Drosophila, utilitzen el 3S-3-hidroxiretinal. S'ha vist que el calamar llanterna usa el 4R-4-hidroxiretinal.

### Cicle visual

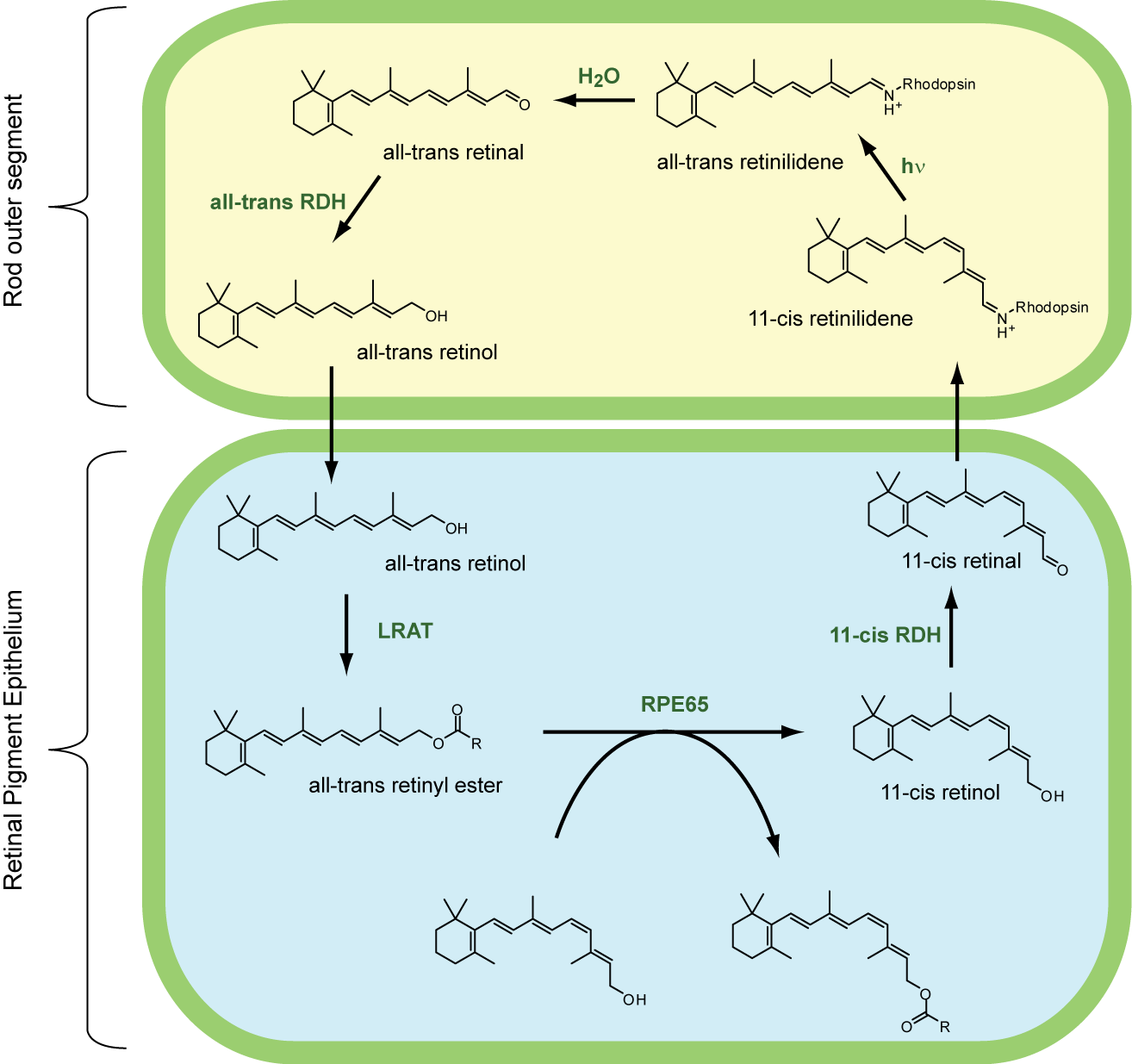
Cicle visual

El cicle visual és un camí enzimàtic circular, que és pas final de la fototransducció. Aquest regenera 1-cis-retinal.
Per exemple, el cicle visual dels bastons dels mamífers és:
- tot-trans-retinil ester + H2O → 11-cis-retinol + àcid gras; isomerohidrolases RPE65.[12]
- 11-cis-retinol + NAD+ → 11-cis-retinal + NADH + H+; 11-cis-retinol deshidrogenases.
- 11-cis-retinal + aporodopsina → rodopsina + H2O; forma la base per l'enllaç base de Schiff a la lisina -CH=N+H-
- rodopsina + hν → metarrodopsina II; (11-cis es fotoisomeritza a tot-trans) 
  - rodopsina + hν → fotorodopsina → batorodopsina → lumirodopsina → metarrodopsina I → metarrodopsina II.
- metarrodopsina II + H2O → aporodopsina + tot-trans-retinal
- tot-trans-retinal + NADPH + H+ → tot-trans-retinol + NADP+; tot-trans-retinol deshidrogenases.
- tot-trans-retinol + àcid gras → tot-trans-retinil ester + H2O; lecitina retinol aciltransferases (LRATs).[13]

Els passos 3,4,5,6 ocorren en els segments exteriors dels bastons; els passos 1, 2 i 7 tenen lloc en l'epiteli pigmentari de la retina (RPE).

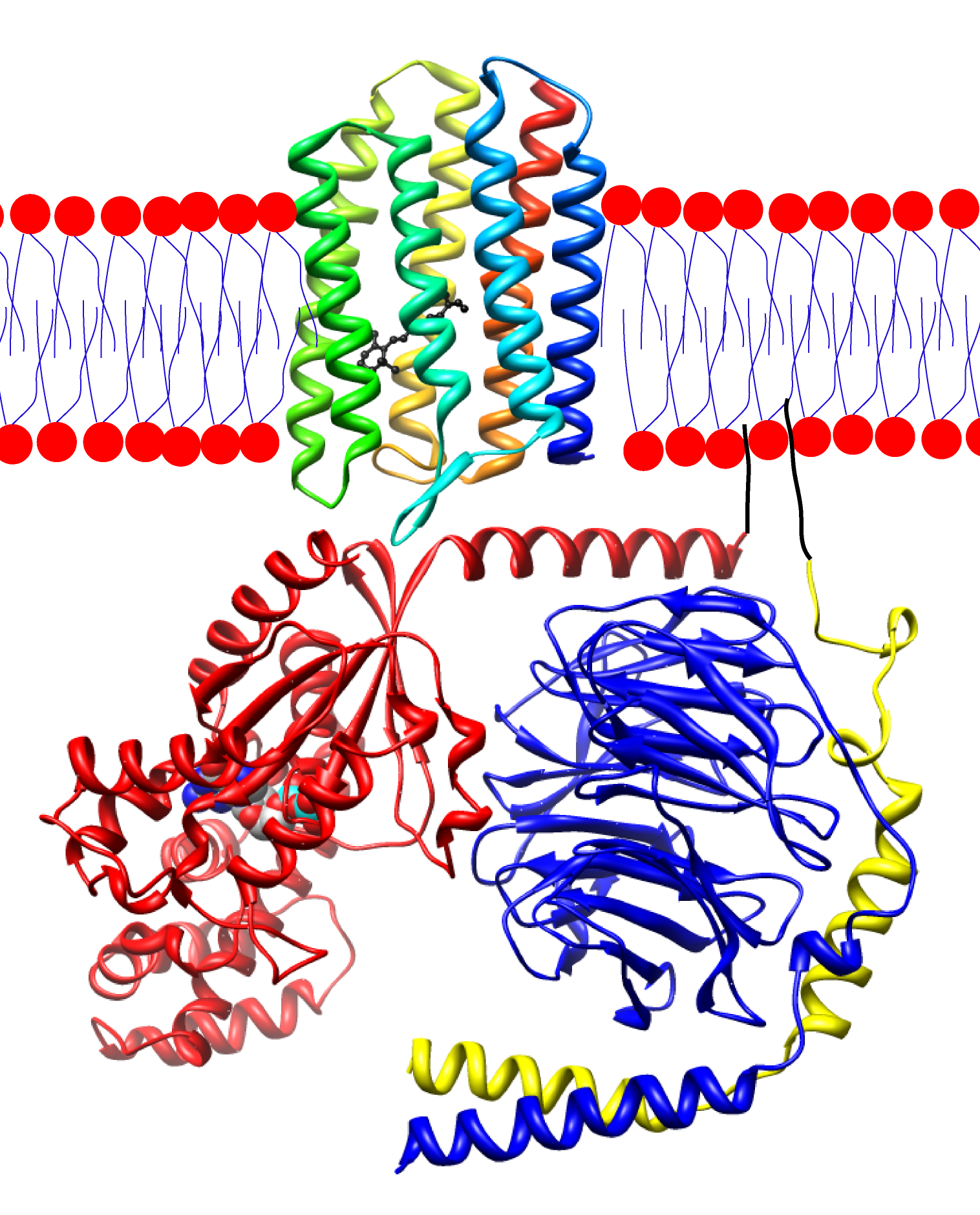
Rodopsina tipus 2 (multicolor) associada a una bicapa lipídica (caps de color vermell i cues blaves) amb una transducina més avall.

Així mateix, les RPE65 isomerohidrolases són homòlogues amb les beta-carotè monoxigenases; l'enzim homòleg ninaB de la Drosophila té tanta activitat carotenoide-oxigenasa per la formació de retinal com activitat de tot-trans a 11-cis isomerasa.

## Rodopsines de tipus 1
El trans-retinal és també un component essencial de les opsines de tipus 1 o microbianes, com les bacteriorodopsines, canalrodopsines i halorodopsines. En aquestes molècules, la llum provoca la transformació de la configuració tot-trans-retinal a 13-cis-retinal, mentre que en els períodes de foscor el cicle es reverteix.

## Història
El bioquímic nord-americà George Wald, entre d'altres, va conformar el cicle visual l'any 1958. Per aquest treball Wald, juntament amb Haldan Keffer Hartline i Ragnar Granit, va ser guardonat amb el Premi Nobel de Fisiologia o Medicina l'any 1967.